# Slave to the Rhythm (album Grace Jones)
Slave to the Rhythm è il settimo album in studio di Grace Jones, pubblicato il 28 ottobre 1985 dalla Island Records e prodotto da Trevor Horn. Strutturato come un concept album, si tratta del più grande trionfo commerciale della cantante, anche grazie alla hit Slave to the Rhythm.

## Origine
Dopo aver terminato alcune session per la Compass Point e aver pubblicato l'album Living My Life nel tardo 1982, Jones si prese una pausa dalla produzione musicale per concentrarsi sulla sua carriera da attrice. E così due anni dopo, nel 1984, debuttò nel mondo del cinema con il film Conan il distruttore, nel quale interpretò il ruolo di protagonista al fianco di Arnold Schwarzenegger. Un anno dopo, raggiunse la definitiva notorietà con la pellicola di James Bond 007 - Bersaglio mobile, dove vestì la parte della malvagia May Day. Finite le riprese, ella decise di ritornare a dedicarsi alla musica, dopo tre anni di pausa.
L'album venne scritto da Bruce Woolley, Simon Darlow, Stephen Lipson e Trevor Horn (che ne fu, come accennato, anche il produttore) e rappresenta un "unicum" nella discografia della cantante in quanto, a differenza dei dischi precedenti, composti da canzoni differenti, esso è un vero e proprio concept album, composto da varie e radicali interpretazioni della stessa canzone, la title track. Il progetto doveva in origine essere proposto ai Frankie Goes to Hollywood come seguito del loro singolo Relax, ma alla fine venne affidato alla Jones.
Musicalmente, lo stile di Slave to the Rhythm varia dal funk al R&B, con alcuni guizzi ritmici go-go. Tutte le otto tracce sono inframmezzate da interviste condotte dal giornalista Paul Morley in cui Grace parla della sua vita, che danno all'intera registrazione una sfumatura autobiografica e dei fuori campo dell'attore Ian McShane che recita alcuni passi della biografia di Jean-Paul Goude Jungle Fever. Tuttavia, nella versione rimasterizzata su CD è stata tagliata una parte del materiale presente nella versione su vinile; molte canzoni sono state accorciate, la tracklist è stata alterata e molti estratti delle interviste sono stati eliminati. L'unica stampa su CD uguale a quella dell'LP è quella del 1987 (Island 422–842 612-2).

## Lista delle tracce

### Versione originale
A
1. Jones the Rhythm – 6:26
2. The Fashion Show – 6:26
3. The Frog and the Princess – 7:04
4. Operattack – 2:45

Side B
1. Slave to the Rhythm – 6:35
2. The Crossing (Oohh the Action...) – 4:58
3. Don't Cry – It's Only the Rhythm – 2:53
4. Ladies and Gentlemen: Miss Grace Jones – 5:56

### Versione editata
1. Jones the Rhythm – 5:24
2. The Fashion Show – 4:05
3. Operattack – 2:16
4. Slave to the Rhythm – 6:12
5. The Frog and the Princess – 7:34
6. The Crossing (Oohh the Action...) – 4:51
7. Don't Cry – It's Only the Rhythm – 2:53
8. Ladies and Gentlemen: Miss Grace Jones – 4:27

## Musicisti
- Ambrosian Singers – cori
- Guy Barker – tromba
- Pete Beachill – trombone, tromba
- J.J. Belle – chitarra, percussioni, basso, voci
- Dave Bishop – sax
- Stuart Brook – tromba
- Glenn Gregory – cori
- Luís Jardim – percussioni, basso
- Grace Jones – lead vocals
- Stephen Lipson – chitarra, basso, tastiere
- Andy Macintosh – sax
- Gary Maughan – tastiere
- Nick Murdoch - tastiere
- John McCarthy – cori
- Ian McShane – voce fuori campo
- Andra Faye McIntosh – sax
- Tessa Niles – arpa, cori
- Geoff Perkins – trombone
- John Pigneguy – corso francese
- Andrew Richards – chitarra, tastiere, cori
- Andy Richards – batteria, tastiere
- Frank Ricotti – percussioni
- Jon Sinclair – tastiere
- David Snell – arpa, corno francese
- Stan Sulzmann – sax
- Jamie Talbot – sax
- John Thirkell – percussioni, trombe
- "Shorty" Tim Glover – percussioni
- Phil Todd – sax
- Wallmen – tastiere
- Bruce Woolley – chitarra, basso, tastiere, cori
- William "Ju Ju" House – batteria